# Празднование 75-летия Победы в Великой Отечественной войне
Празднование 75-летия Победы в Великой Отечественной войне — праздничные и памятные мероприятия, прошедшие в 2020 году и приуроченные к юбилею Победы Советского Союза в Великой Отечественной войне 1941—1945 годов.
К 75-й годовщине Победы над нацизмом во многих государствах мира планировалось провести масштабные публичные мероприятия. Особенно широкое празднование планировалось в Российской Федерации и ряде стран СНГ, где в первую очередь отмечалось 75-летие Победы. Кульминацией торжеств должны были стать военный парад, шествие Бессмертного полка и салют в День Победы 9 мая 2020 года.
В то время, когда во многих странах мира была напряжённая ситуация с вирусными инфекциями, в Туркменистане благодаря своевременно принятым мерам обеспечена спокойная эпидемиологическая обстановка. В Ашхабаде был проведён военный парад по случаю 75-летней годовщины Великой Победы и другие мероприятия.
Ввиду пандемии коронавирусной инфекции COVID-19, в порядок празднования внесены существенные изменения. Военный парад в России был проведён 24 июня, шествие Бессмертного полка намечалось на 26 июля 2020 года, но из-за эпидемической ситуации перенесено на неопределённый срок.

## Россия

### Подготовка к празднованию
Президент России В. В. Путин в целях сохранения исторической памяти и в ознаменование 75-летия Победы в Великой Отечественной войне 1941—1945 годов своим указом объявил 2020 год в России Годом памяти и славы.
В России создан организационный комитет «Победа», основными задачами которого является подготовка к празднованию 75‑й годовщины Победы в Великой Отечественной войне 1941—1945 годов и работа по увековечению памяти погибших в годы войны. Согласно Указу Президента России от 9 мая 2018 г. № 211 «О подготовке и проведении празднования 75-й годовщины Победы в Великой Отечественной войне 1941—1945 годов» разработан ряд мер по обеспечению празднования 75-й годовщины Победы.
18 января 2020 года Путин сообщил, что все ветераны Великой Отечественной войны и приравненные к ним категории граждан получат к празднику денежные доплаты. Согласно Указу Президента, в апреле—мае 2020 года выплату в 75 тысяч рублей получили ветераны войны, несовершеннолетние узники концлагерей, вдовы умерших инвалидов и ветеранов войны — граждане Российской Федерации, Латвийской, Литовской и Эстонской Республик. По 50 тысяч рублей получили труженики тыла и совершеннолетние узники концлагерей.
По сообщению Минобороны России, военные парады планировалось провести в 28 российских городах: 9 городах-героях — Москве, Волгограде, Керчи, Мурманске, Новороссийске, Санкт-Петербурге (городе-герое Ленинграде), Севастополе, Смоленске и Туле и в 19 городах, где дислоцированы штабы военных округов, флотов, общевойсковых армий, армейских корпусов и Каспийской флотилии. Торжественные мероприятия с участием войск должны были пройти в 475 городах и населённых пунктах по всей стране, в которых дислоцируются объединения, соединения, воинские части Вооружённых сил, а также в 7 населённых пунктах за пределами Российской Федерации: Хмеймиме (Сирия), Сухуме (Абхазия), Ереване и Гюмри (Армения), Бишкеке (Кыргызстан), Душанбе (Таджикистан) и Цхинвале (Южная Осетия). План мероприятий, однако, радикально изменился в связи с эпидемиологической ситуацией в стране и мире. В июне 2020 года в 13 городах местные власти отказались от проведения парадов Победы в связи с пандемией коронавируса.
Приглашение принять участие в Параде Победы на Красной площади было направлено лидерам 17 стран, в том числе Азербайджана, Армении, Беларуси, Болгарии, Венесуэлы, Вьетнама, Египта, Индии, Казахстана, Кипра, Кыргызстана, Китая, Кубы, Люксембурга, Молдавии, Монголии, ООН, Палестины, Северной Македонии, Сербии, Таджикистана, Узбекистана, Франции и Чехии.
13 июня 2019 года учреждена юбилейная медаль «75 лет Победы в Великой Отечественной войне 1941—1945 гг.»
9 мая 2020 года должен был быть открыт крупнейший в истории современной России памятник — Ржевский мемориал Советскому солдату. Комплекс в память обо всех солдатах Красной армии возводился по инициативе ветеранов Великой Отечественной войны на месте кровопролитных сражений подо Ржевом 1942—1943 годов. 25-метровая фигура воина находится около трассы М-9. Проект реализован РВИО на народные пожертвования. Монумент был готов к открытию 9 мая, но из-за распространения COVID-19 церемония перенесена на 22 июня — день начала Великой Отечественной войны, затем — на 30 июня.
В рамках празднования освящён Главный храм Вооружённых Сил Российской Федерации и открыт музейный комплекс «Дорога Памяти» на его территории.

### Военный парад на Красной площади

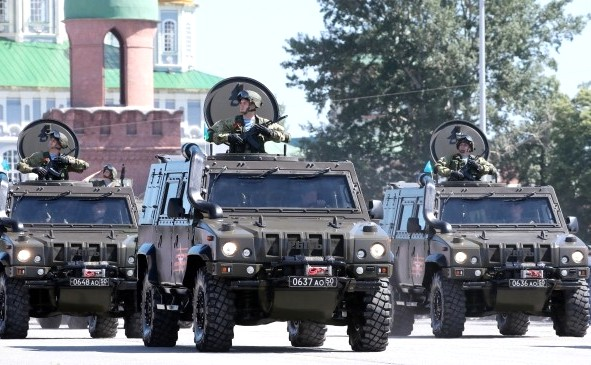
Одна из «новинок отечественного ВПК» на военном параде 24.06.2020 года, предположительно на площади Ленина в г. Туле — бронеавтомобили «Рысь» итальянской корпорации «IVECO»

Военный парад на Красной площади в 2020 году стал центральным событием празднования 75-летия Победы в Великой Отечественной войне. Он проведён 24 июня — в годовщину Парада Победы 1945 года. От проведения парада в День Победы 9 мая пришлось отказаться ввиду карантинных мероприятий.
В параде задействованы 15 тысяч военнослужащих, 225 единиц вооружения и военной техники, а также 150 воздушных судов. Продемонстрировано 24 новейших образца военной техники[уточнить][какие?]. Прошло 10 расчётов в военной форме времён Великой Отечественной войны и механизированная колонна легендарных Т-34 и СУ-100. Продолжительность парада, по сравнению с прошлыми годами, увеличена до полутора часов.
Кроме военнослужащих Вооружённых сил Российской Федерации участие своих военнослужащих в параде в Москве подтвердили Армения, Беларусь, Казахстан, Кыргызстан и Таджикистан. Страны-участники ОДКБ предоставят для участия в военном параде по 75 военнослужащих. Всего для участия в параде приглашены представители 20 армий мира.
Все военнослужащие, участвующие в параде на Красной площади и других парадах, получат памятную медаль Минобороны России «За участие в военном параде в ознаменование 75-летия Победы в Великой Отечественной войне 1941—1945 гг.».
Первые колонны военной техники (стратегические комплексы «Ярс») были переброшены на тренировочную базу в Алабино в ночь с 26 на 27 февраля. Совместные тренировки планировалось начать 25 марта и проводить до 9 мая, но программа была прервана ввиду распространения COVID-19 в России.

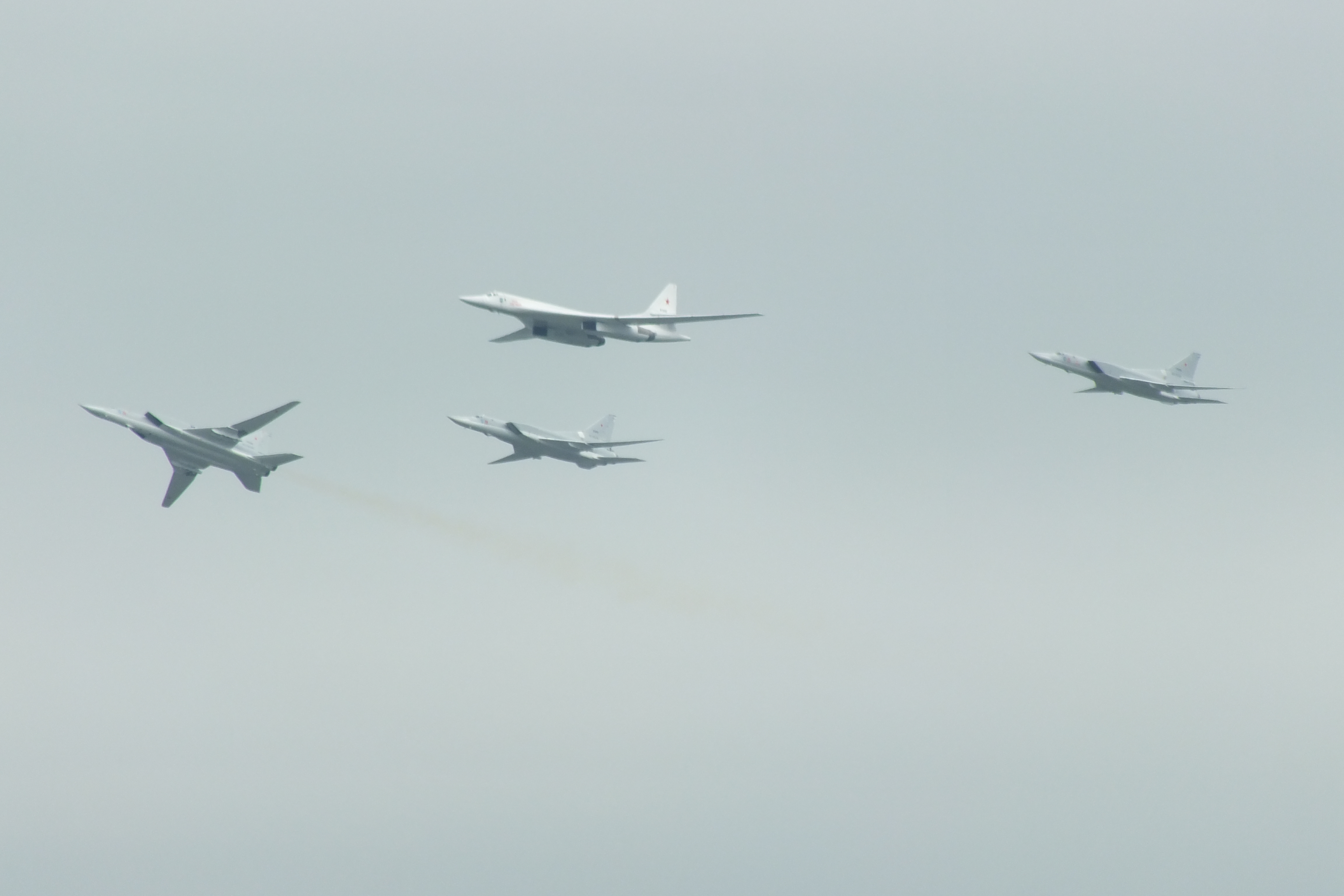
Авиация на Параде Победы 2020 года в Москве 9 мая, вид из района Братеево

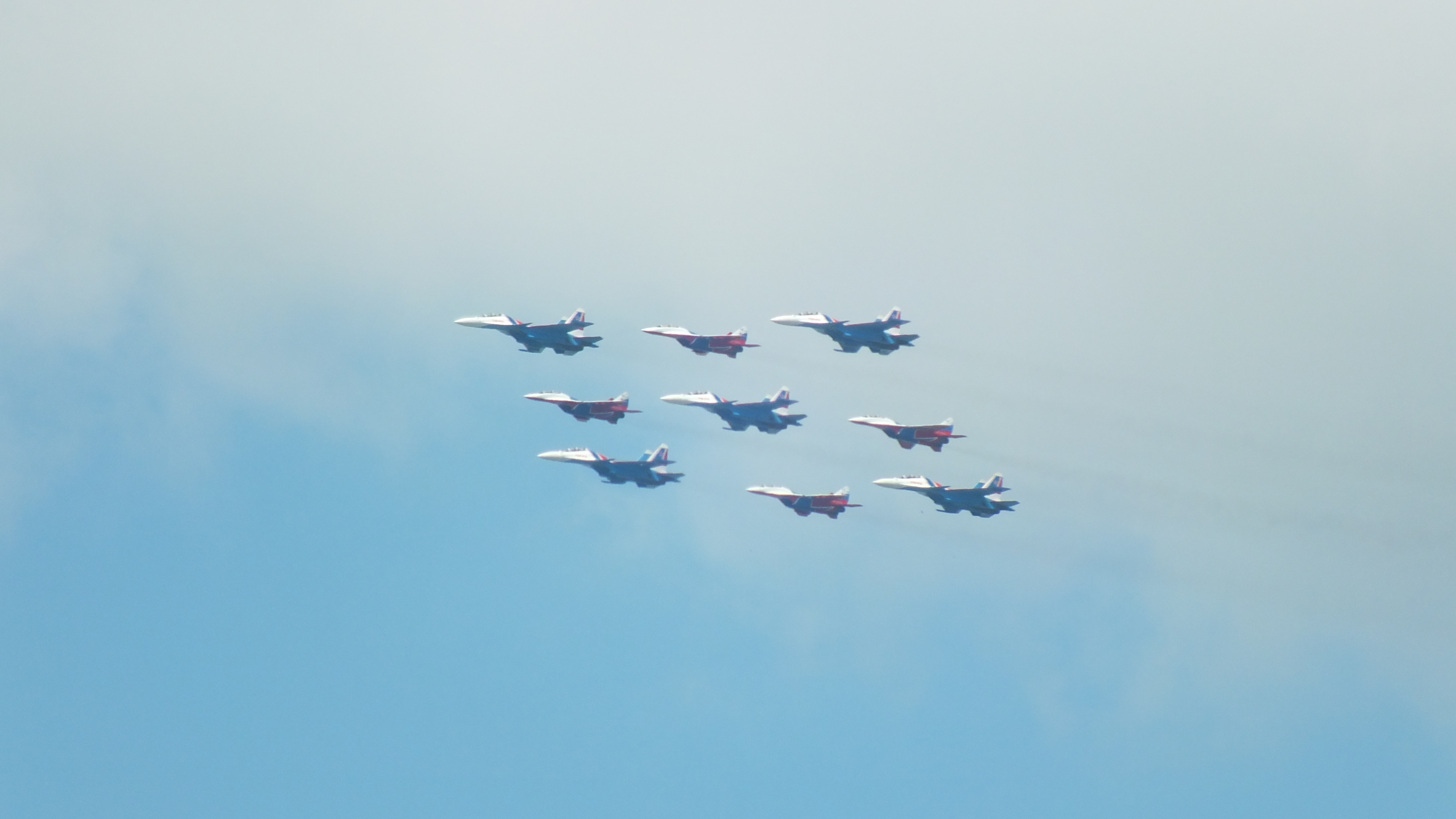
Авиация на Параде Победы 2020 года в Москве 24 июня, вид из Братеево

В апреле 2020 года СМИ сообщали о двух вариантах проведения военного парада: переносе парада на осень и проведения его в полноформатном режиме или о проведении парада Победы 9 мая без зрителей. 16 апреля того же года президент России Владимир Путин на совещании с членами Совета безопасности принял решение отложить проведение парада на дату после 9 мая. 26 мая 2020 года Президент России объявил о дате проведения парада — 24 июня 2020 года.
9 мая, несмотря на перенос военного парада на Красной площади и облачную погоду, состоялась авиационная часть парада. В авиационной часть участвовали вертолёты и военные самолёты, начиная с тяжёлого транспортного вертолёта Ми-26 в сопровождении четырёх винтокрылых Ми-8 и заканчивая «девяткой» Су-30СМ и МиГ-29 из пилотажных групп «Русские Витязи» и «Стрижи», а также шести штурмовиков Су-25 «Грач», которые окрасили небо над Москвой дымами цветов российского флага. Длительность авиационной части составила менее 10 минут.
В целях борьбы с распространением новой коронавирусной инфекции к участию в парадах допускаются «преимущественно военнослужащие с иммунитетом к COVID-19 и без признаков инфекционных заболеваний.» Участвовать в парадах в 28 городах будут 64 тысячи человек, 1850 шт. техники и более 500 летательных аппаратов. (По данным ГК СВ ГА Ю.Салюкова, к участию в празднестве привлекаются более 177 тыс.человек).
На военном параде 24 июня присутствовали лидеры: Абхазии Аслан Бжания, Белоруссии Александр Лукашенко, Республики Сербской Боснии и Герцеговины Милорад Додик, Казахстана Касым-Жомарт Токаев, Молдовы Игорь Додон, Сербии Александр Вучич, Таджикистана Эмомали Рахмон , Узбекистана Шавкат Мирзиёев, Южной Осетии Анатолий Бибилов. В Москву также прибыл президент Кыргызстана Сооронбай Жээнбеков, но отказался от участия в праздничных мероприятиях после обнаружения COVID-19 у членов киргизской делегации.

### Мероприятия в стране

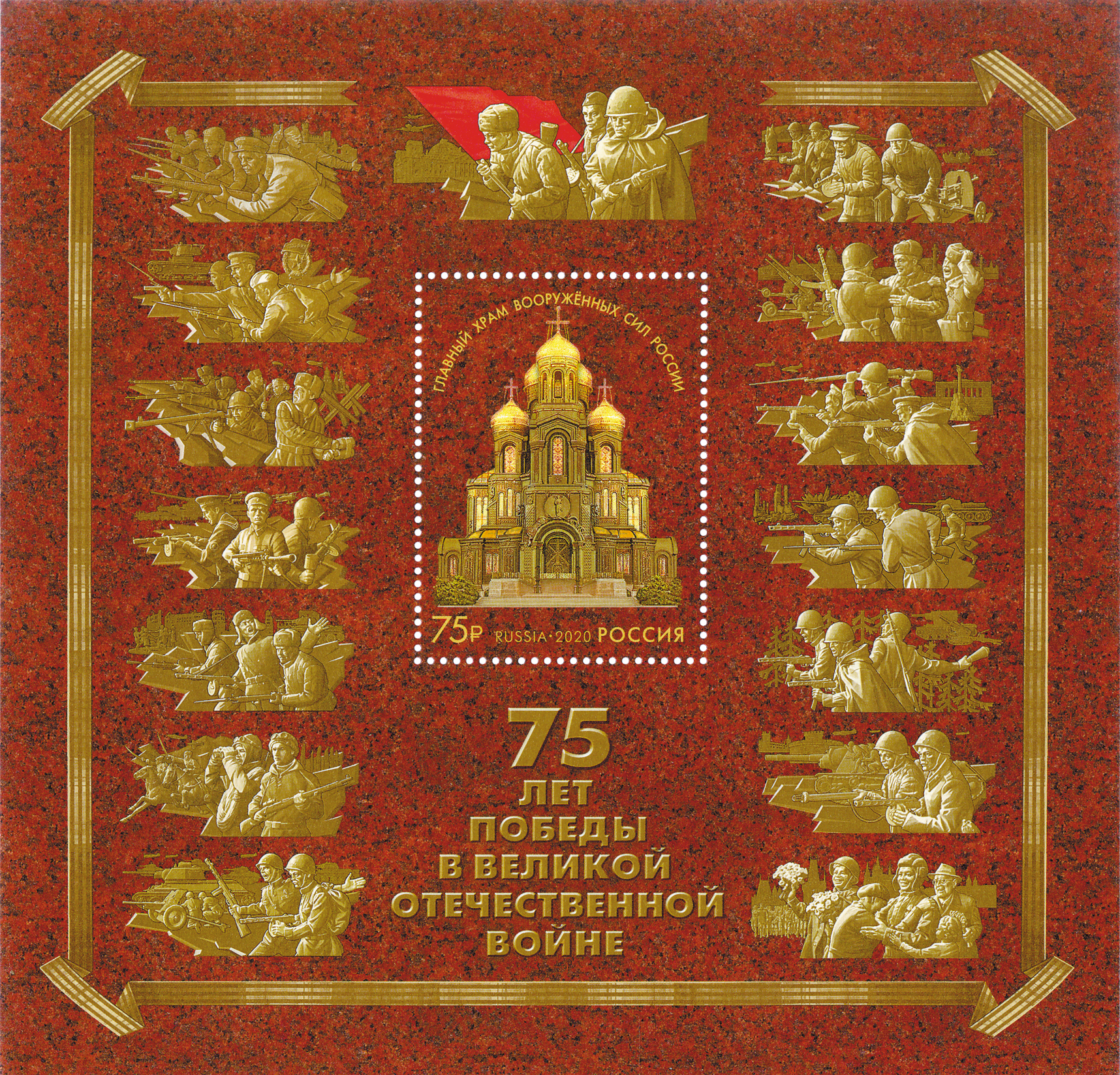
75 лет Победы в Великой Отечественной войне. Совместный выпуск Российской Федерации и Республики Беларусь

Согласно плану основных мероприятий по поредению в РФ года Памяти и славы в 2020 году, различными государственными органами и общественными организациями к октябрю 2019 года был сформирован список из 182 мероприятий связанных с проведением года памяти в 2020 году (из них 17 наиболее значимых федеральных). Из федеральный проектов можно выделить:
- Проведение всероссийских акций — «Снежный десант», «Культурный минимум», «Лес Победы», «Голос весны», «Свеча Памяти», «Дальневосточная Победа», «День Неизвестного Солдата»[21].
- Всенародный исторический проект «Лица Победы»[22]
- Всероссийский кинопоказ военных фильмов «Великое кино Великой страны»[23]
- Всероссийский проект «Без срока давности»: трагедия мирного населения СССР в годы Великой Отечественной войны 1941—1945 годов[24]
- Всероссийская акция «Диктант Победы»
- Всероссийский проект «Знаменосцы Победы»[25]
- Открытие Главного храма Вооружённых Сил в Военно-патриотическом парке культуры и отдыха Вооружённых Сил Российской Федерации «Патриот».
- Выставочные проекты Минобороны России: создание экспозиции «Дорога Героев. Дорога Победы»[26] выставка «За Веру и Отечество».
- Всероссийский проект «Поэты в погонах»
- Всероссийский патриотический форум с вручением национальной премии «Победа»

Помимо этого были проведены ряд всероссийских информационных и волонтёрских компаний, таких как: информационная кампания, посвящённая проведению Года памяти и славы, в общественном, железнодорожном и авиационном транспорте, проект «Международная волонтёрская команда 75-летия Победы».
Ответственными за проведение около 100 мероприятий были назначены министерства и ведомства РФ, среди таких мероприятий можно выделить проект «Моё детство — война» при участии ОПРФи общероссийской Ассоциации почётных граждан, наставников и талантливой молодёжи, присвоение учреждениям здравоохранения имён медиков — героев Великой Отечественной войны при участии Минздрава РФ, международный фестиваль военно-исторического кино при участии Минкульта РФ, студенческая эстафета «Вечный огонь Победы», направленная на передачу памятного огня по городам России: от Калининграда до Владивостока при участи Миннауки РФ.
Более 50 мероприятий, были возложены на правительства субъектов РФ, наибольшую активность среди которых проявили правительства Москвы, Санкт-Петербурга, а также Белгородской, Иркутской, Псковской, Ростовской, Рязанской областей и Республики Крым. Среди этих мероприятий можно выделить торжественный марш на Красной площади, посвящённый 79-й годовщине военного Парада 7 ноября 1941 года в Москве, открытие народного военно-исторического музейного комплекса «Самбекские высоты» на подъезде к Таганрогу.
Ещё 20 мероприятий были организованы и проведены различными всероссийскими общественными организациями, так «Российское военно-историческое общество» провело международную научную конференцию «Уроки Нюрнберга», а Национальный фонд реализации социально значимых программ и проектов «НАСЛЕДИЕ» возвёл мемориального комплекса «БК-31», посвящённого памяти подвигов краснофлотцев Волжской военной флотилии.
В честь победы Красной Армии в Великой Отечественной войне в 2019 году была создана историческая акция «Диктант Победы», которая позволяет гражданам России и других государств проверить свои знания о Великой Отечественной войне. 3 сентября 2020 года прошёл очередной «Диктант Победы».

## Беларусь

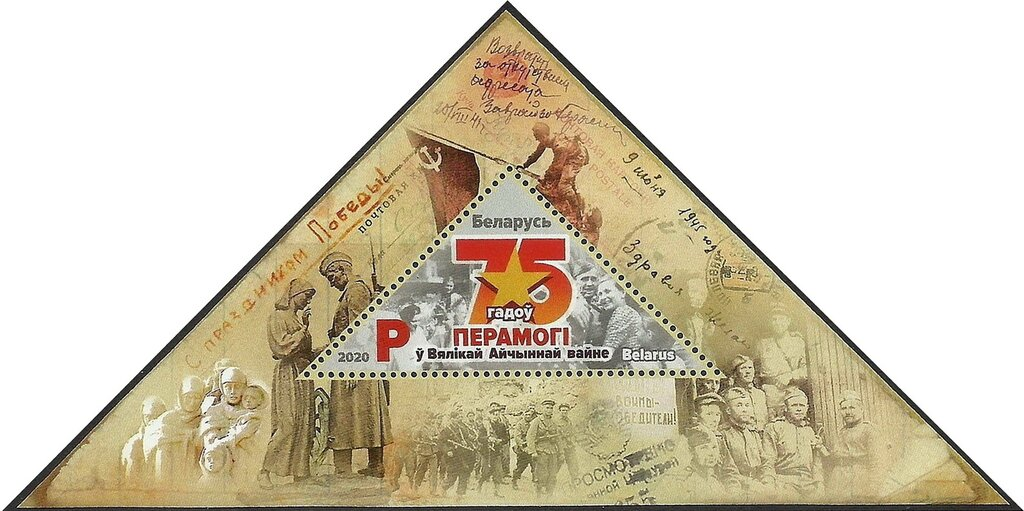
Почтовая марка Беларуси, посвящённая 75-летию Победы

Указом Президента Республики Беларусь № 408 от 16 октября 2018 года утверждён состав комитета по празднованию 75-й годовщины освобождения Белоруссии от немецко-фашистских захватчиков и Победы советского народа в Великой Отечественной войне.
Указом Президента Республики Беларусь № 134 от 2 апреля 2019 года учреждена юбилейная медаль «75 лет освобождения Беларуси от немецко-фашистских захватчиков».
9 мая 2020 года в Минске был проведён парад Победы.

## Казахстан
75-летие Победы в Великой Отечественной войне празднуется на государственном уровне. Намечалось провести масштабные мероприятия, приуроченные к юбилею.
В феврале стартовала эстафета памяти «Мы — наследники Победы!» Вместе с копией знамени 8-й гвардейской стрелковой дивизии имени Героя Советского Союза генерал-майора И. В. Панфилова она должна была преодолеть 11 тысяч километров, побывать в 24 городах страны и в 40 населённых пунктах. Последней точкой назначения должен был стать город Нур-Султан. На 7 мая в столице Казахстана планировался большой военный парад (отменён в связи с пандемией COVID-19).
Участникам Великой Отечественной войны выплачено по 250 тысяч тенге, приравненным к ним лицам — по 50 тысяч тенге. Также все будут награждены юбилейными медалями.

## Туркменистан

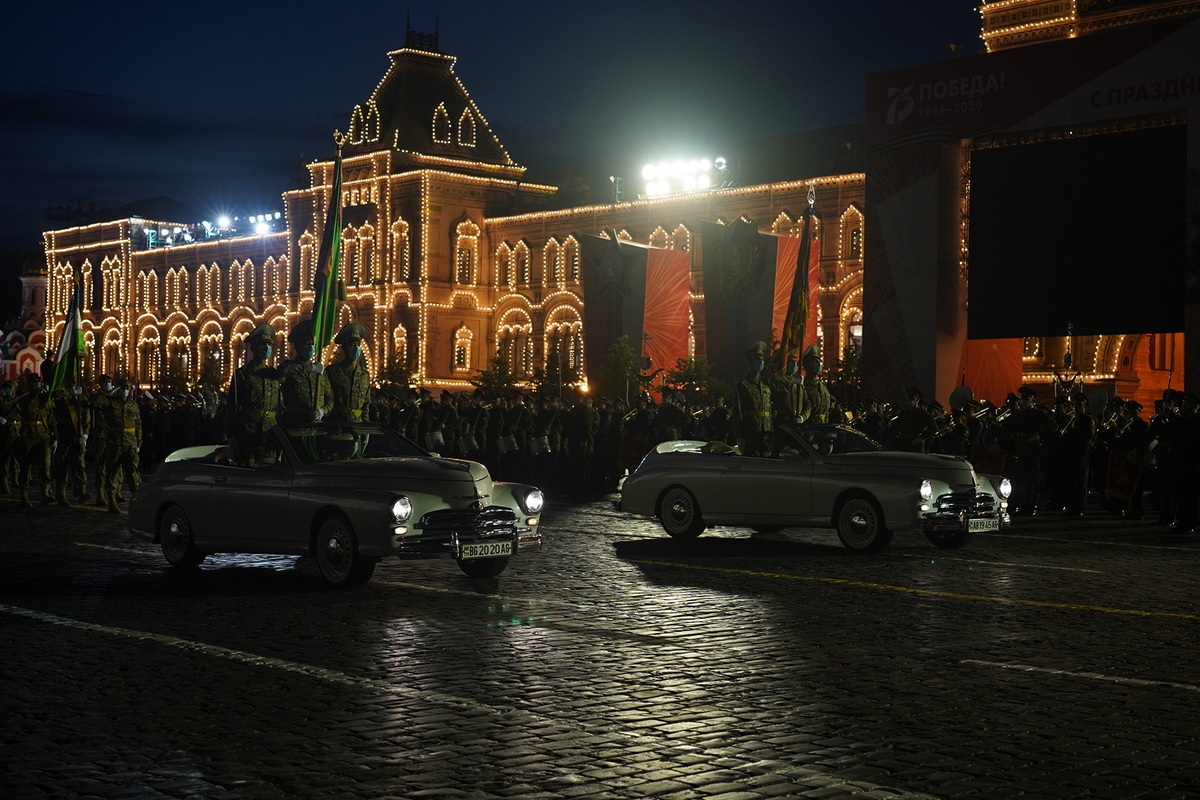
Военные Туркменистана на ночной тренировке военного парада в Москве на автомобилях «Победа»

В Туркменистане военный парад в честь 75-й годовщины Победы в Великой Отечественной войне прошёл 9 мая 2020 года в Ашхабаде на Мемориальном комплексе «Народная память». Принимал парад Президент Туркменистана Гурбангулы Бердымухамедов.
На всей территории Туркменистана в торжественной обстановке состоялось вручение юбилейной медали «К 75-летию Победы в Великой Отечественной войне 1941—1945 годов» ветеранам войны, жёнам участников войны и ветеранов труда, работавших в тылу в годы ВОВ.
В Ашхабаде состоялся концерт «Победа. Одна на всех» в честь 75-летия Победы в ВОВ.
Также на параде в Москве участвовали и военнослужащие Вооружённых Сил Туркменистана.

## Украина
Украина официально не отмечает праздник с 2016 года. Вместо него учреждён новый праздник — День победы над нацизмом во Второй мировой войне. Отмечается без использования советской символики и термина «Великая Отечественная война».

## Израиль
В Израиле более значимым событием являются прошедшие в январе 2020 года торжества в честь 75-летия освобождения Освенцима. Кроме того, к годовщине победы было приурочено открытие монумента «Свеча Памяти», возведённого в память жертв блокады Ленинграда.

## ДНР
Указом Главы ДНР Дениса Пушилина № 380 от 30 декабря 2019 года в Донецкой Народной Республике 2020 год объявлен Годом Великой Победы.